# Пам'ятник Салавату Юлаєву (Уфа)
Пам'ятник Салавату Юлаєву (рос. Памятник Салава́ту Юла́еву) — скульптура, присвячена національному герою Башкортостану Салавату Юлаєву, радянського скульптора-монументаліста Сосланбека Тавасієва в місті Уфа

## Історія
Пам'ятник народного скульптора, монументаліста і художника Північної Осетії і Башкортостану Сосланбека Тавасієва був відкритий 17 листопада 1967 року на високому березі річки Біла в Уфі.
Пам'ятник Салавату став візитною карткою Уфи, національним надбанням. Зображення пам'ятника є на гербі Башкортостану.
Пам'ятник унікальний тим, що при вазі в 40 тонн у нього всього три опорні точки. Висота пам'ятника становить 9,8 метрів.
Модель пам'ятника, виконана в натуральну величину з гіпсу, була закінчена до 1963 року, пройшла обговорення і цензуру в Москві і офіційно була прийнята колегією Міністерства культури СРСР. Після цього Тавасієв привіз модель в Уфу, де вона була встановлена у фоє Башкирського державного театру опери та балету.
Через зауваження уфимців, скульптура була доопрацьована.
Скульптура відливалася півтора місяця на Ленінградському заводі «Монументскульптура». Для зміцнення скульптури всередині неї була встановлена сталева рама, забита основою в залізобетонний постамент і пропущена через ноги, порожнистий корпус коня і постать вершника.
У 1970 році за пам'ятник Салавату Юлаєву Сосланбеку Тавасієву була присуджена Державна премія СРСР.

## Композиція
Пам'ятник являє собою скульптуру Салавата Юлаєва на коні. У правій руці Салават тримає батіг, на лівому боці закріплена шабля. Пам'ятник виконаний з бронзованого чавуну. Постамент виконаний із залізобетону, який облицьований гранітними плитами.
Територія навколо пам'ятника викладена кольоровими плитами і упорядкована. Пам'ятник обгороджений ажурною металевою решіткою.

## Факти
- В Уфі існує традиція у молодят — покладання квітів до пам'ятника Салавату Юлаєву.
- Пам'ятник є місцем паломництва туристів. Зі скелі, на якій стоїть пам'ятник, відкривається вид на річку Білу і навколишню природу.
- Пам'ятник включений в число семи чудес Башкортостану.
- Макет пам'ятника, виконаний з гіпсу, довгий час розташовувався в покинутій церкві села Охтирка Сергієво-Посадського району Московської області, де скульптор С. Д. Тавасієв створював пам'ятник. У 1970-тих роках до нього організовувалися екскурсії. У 1990-тих церква була відреставрована.